# Större öronnattskärra
Större öronnattskärra (Lyncornis macrotis) är en asiatisk fågel i familjen nattskärror med vid utbredning från Indien till Filippinerna och Indonesien.

## Utseende och läten
Större öronnattskärra är en mycket stor (31–40 cm) nattskärra med karakteristiska örontofsar och fylliga färger. Den är fint rostbandad på de svarta örontäckarna och den beigefärgade undersidan är tvärbandad i mörkbrunt. Den långa stjärten har breda guldbeige och svarta band. Olikt andra nattskärrearter i dess utbredningsområden saknar den vita fläckar på såväl vingar som stjärt. Lätet beskrivs i engelsk litteratur som en klar, ylande vissling: "pee-wheeeu", "put, wee-oo" eller "put, weeow-oo".

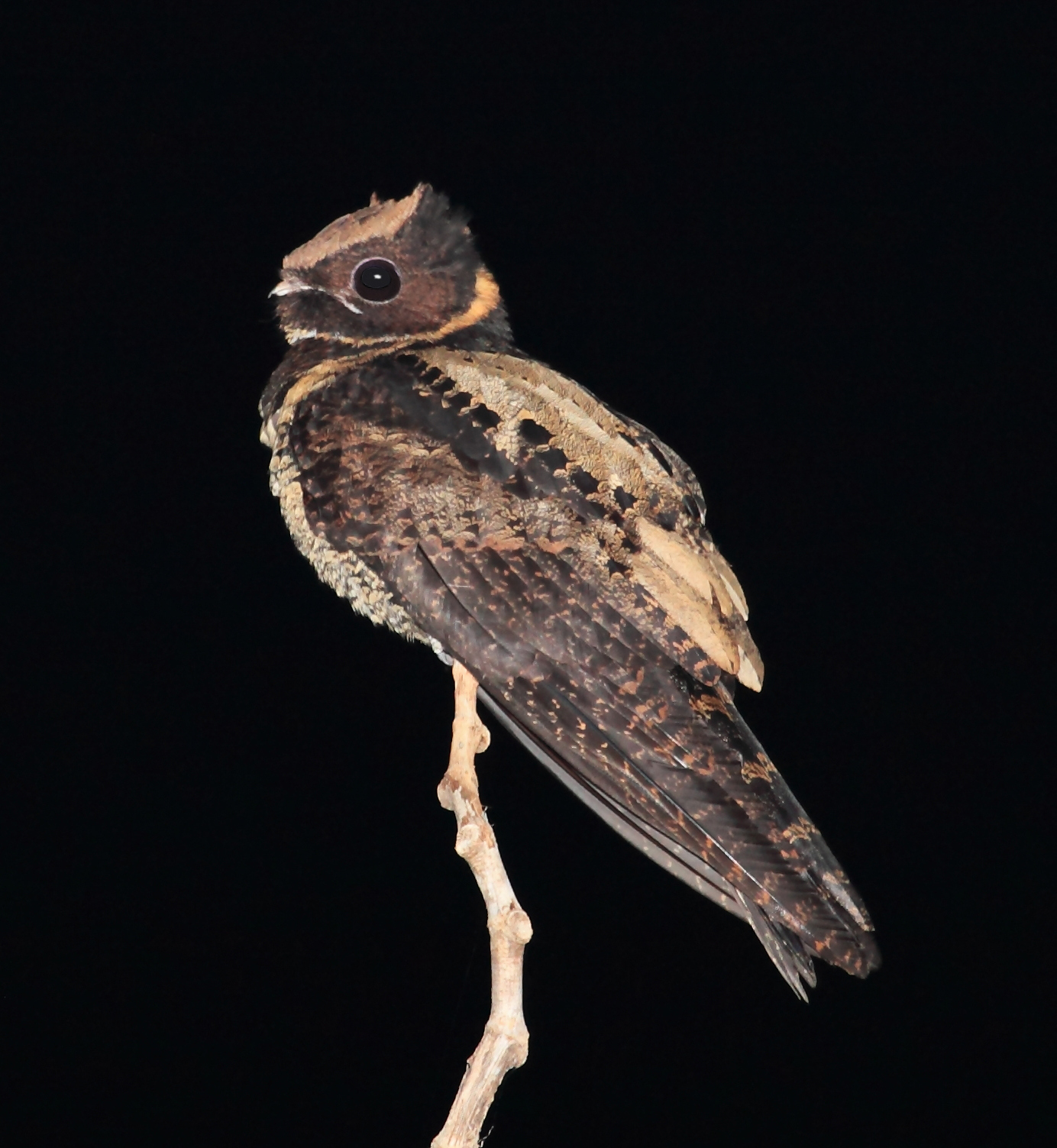
Större öronnattskärra på Sulawesi i Indonesien.

## Utbredning och systematik
Större öronnattskärra delas in i fem underarter med följande utbredning:
- cerviniceps-gruppen
  - Lyncornis macrotis bourdilloni – förekommer i sydvästra Indien
  - Lyncornis macrotis cerviniceps – förekommer från Bangladesh och nordöstra Indien till södra Kina, Indokina och norra Malackahalvön
- Lyncornis macrotis jacobsoni – endemisk för ön Simeulue utanför nordvästra Sumatra
- Lyncornis macrotis macrotis – förekommer i norra och östra Filippinerna
- Lyncornis macrotis macropterus – förekommer på Sulawesi, Talaudöarna, Sangiheöarna, Banggaiöarna och Sulaöarna

### Släktestillhörighet
Tidigare placerades denna art och malajöronnattskärran i Eurostopodus, men DNA-studier visar att de inte är varandras närmaste släktingar.

## Status och hot
Arten har ett stort utbredningsområde och det finns inga tecken på vare sig några substantiella hot eller att populationen minskar. Utifrån dessa kriterier kategoriserar IUCN arten som livskraftig (LC).